# Записки Бессарабского областного статистического комитета
«Записки Бессарабского областного статистического комитета» — сборник материалов, издававшийся Бессарабским областным статистическим комитетом с 1864 по 1868 годы.

## История
«Записки Бессарабского областного статистического комитета» выходили в Кишинёве в неопределенные сроки: т. 1 — 1864; т. 2 — 1867; т. 3 — 1868.
Редактором записок был экономист и статистик Александр Егунов.
«Записки» представляют собой ценный источник фактических материалов, характеризующих состояние промышленности и сельского хозяйства Бессарабии в пореформенный период. Были опубликованы статистические сведения о монастырских, вотчинных и крестьянских землях, о болгарских и немецких колониях в Бессарабии, о государственных крестьянах и др.